# Imamzadeh Sultan Mirhamed
L' imamzadeh Sultan Mirhamed est un mausolée qui se trouve dans la ville de Kachan, en Iran. L'édifice constitue un ensemble formé par une cour, un porche et un dôme conique. Ces éléments ont été reconstruits pendant la période Qajar au XIXe siècle. Il ne reste que quelques éléments sur les porches qui datent de l'époque de la construction sous les Séfévides aux XVIe siècle et XVIIe siècle. La tombe décorée de Mirhamed se trouve à l'intérieur du sanctuaire. 
L'imamzadeh a été repris sur la liste des monuments nationaux d'Iran le 20 mars 1942 et porte le n° d'enregistrement 352